# Krzysztof Szczawiński
Krzysztof Szczawiński (Nowe Miasto Lubawskie, 29 maggio 1979) è un ex ciclista su strada polacco.

## Palmarès

### Strada
- 2004 (Team Icet, una vittoria)

Giro Colline del Chianti Val d'Elsa
- 2007 (Miche, una vittoria)

3ª tappa - parte b Tour de Bulgarie (Stara Zagora > Kazanlăk)

## Piazzamenti

### Classiche monumento
- Milano-Sanremo

2008: 146º

### Competizioni mondiali
- Campionati del mondo

Salisburgo 2006 - In linea Elite: ritirato
Stoccarda 2007 - In linea Elite: ritirato